# Heidbusch
Das Naturschutzgebiet Heidbusch liegt auf dem Gebiet der Gemeinde Everswinkel und der Stadt Telgte im Kreis Warendorf in Nordrhein-Westfalen. Das etwa 107 ha große Gebiet, das im Jahr 2004 unter Naturschutz gestellt wurde, erstreckt sich zwischen der Kernstadt Telgte im Nordwesten und dem Kernort Everswinkel im Süden. Nördlich verläuft die B 64 und fließt die Ems, südlich verläuft die Landesstraße L 793.
Die Unterschutzstellung erfolgt zur Erhaltung, Förderung, Entwicklung und Wiederherstellung von Lebensgemeinschaften und Lebensstätten landschaftsraumtypischer, seltener und gefährdeter Tier- und Pflanzenarten in einem großen, landesweit bedeutenden Waldkomplex mit gut ausgebildeten Stieleichen-Hainbuchenwäldern, Hainsimsen-Buchenwäldern und alten bodensauren Eichenwäldern auf Sandebenen in ihrer typischen standörtlichen Variationsbreite, inklusive ihrer Vorwälder, Gebüsch- und Staudenfluren sowie ihrer Waldränder.